# Unfriended
Unfriended (titulada Eliminar amigo en Hispanoamérica y Eliminado en España), originalmente estrenada como Cybernatural, es una película estadounidense de terror-sobrenatural de 2015, dirigida por Levan Gabriadze, escrita por Nelson Greaves, y producida por Timur Bekmambetov, Jason Blum y Greaves.
La película se estrenó en el Fantasia International Film Festival el 20 de julio de 2014 y en el SXSW el 13 de marzo de 2015. Su estreno en los cines estadounidenses fue el 17 de abril de 2015. La película está protagonizada por Shelley Hennig como una chica de un grupo de amigos que se encuentran aterrorizados de forma en línea por una persona anónima. Se trata de una variación en el género de metraje encontrado, donde toda la película se desarrolla en tiempo real en la pantalla de la computadora de un personaje. La película recibió críticas variadas y ha recaudado 62 900 288$, con un presupuesto de un millón de dólares, por lo que fue un éxito financiero.

## Argumento
Ha transcurrido un año desde el suicidio de la adolescente Laura Barns, que se disparó en la cabeza tras recibir constante acoso por internet luego de que un desconocido viralizara un video humillante sobre ella. Una de sus amigas más cercanas, Blaire Lilly, se conecta por Skype para hablar con su novio Mitch Roussel, acordando perder su virginidad juntos tras el baile de graduación. Al poco tiempo a la conversación se integran sus compañeros de clase Jess Felton, Ken Smith y Adam Sewell, así como un misterioso usuario de nombre "billie227".
En paralelo, los muchachos reciben mensajes desde diferentes redes sociales a nombre de Laura, en el caso de Blaire acompañados de la frase "La tengo" repetida una y otra vez. En un principio el grupo asume que "billie227" ha hackeado las cuentas de Laura para molestarlos, por lo que intentan en vano desconectar al usuario anónimo. Todos comienzan a sospechar que quien está detrás puede ser Val Rommel, otra de sus compañeras, quien discutió con Laura en la misma fiesta donde grabaron el video que la llevó al suicidio.
Después de invitar a Val al chat, el perfil de Jess en Facebook es actualizado con fotos comprometedoras de Val en una fiesta. Jess niega ser la responsable y las borra, pero las fotos ahora aparecen en la cuenta de Adam. Val llama al 911 para reportar a los chicos por creer que la están molestando, y se desconecta abruptamente del chat. En ese momento el grupo recibe una foto de mensajes entre Val y Laura antes de la muerte de está última, en los que la primera intentaba disculparse con Val pero esta solo se burlaba y alentaba a Laura a suicidarse. Val vuelve a aparecer en la llamada, pero ella está muerta tras ingerir una botella de cloro, mientras un desconocido arroja el computador al suelo. Cuando los policías llegan a su casa, asumen que se trata de un suicidio. Ken decide distribuir un programa con el que pretende forzar a "billie227", quien se identifica como Laura, a dejar el chat mientras que Adam intenta contactar a la policía. No obstante, el operador del 911 se revela como el intruso y reingresa al chat, mostrando la perspectiva de una cámara dentro de la habitación de Ken. Cuando él se acerca la cámara su transmisión es cortada abruptamente y revela por fragmentos como este se mutila con una licuadora hasta morir.
"billie227" se identifica como el fantasma de Laura, quien desea desquitarse con ellos por el acoso que la llevó al suicidio, por ello reproduce el vídeo con que la humillaron en la red; allí se muestra que tras discutir con Val, alguien la encontró durmiendo ebria sobre sus propias heces tras haber defecado en su ropa. Laura los acusa de ser personas terribles que la atacaron aprovechando el anonimato que les otorgaba el uso de perfiles falsos. 
Tras esto, los obliga a jugar una ronda de Yo nunca, donde el perdedor morirá. De esta manera los chicos se ven forzados a revelar verdades turbias y secretos entre ellos tales como: que Jess inventó un rumor sobre un trastorno alimenticio de Blaire, Blaire robó y estrelló el auto de la mamá de Jess, Mitch se besó con Laura y delató a Adam con la policía por su uso de cannabis, Jess le robó a Adam $800 dólares y Adam ofreció entregar la vida de Jess a cambio de la suya. Un ebrio y molesto Adam usa el juego para obligar a Blaire a admitir que en realidad no es virgen y que ambos se habían acostado dos veces a espaldas de Mitch. La tensión entre los amigos crecen cuando Mitch revela que Adam embarazó a una chica y la obligó a abortar. Inesperadamente, Blaire y Adam reciben mensajes privados en sus impresoras que se rehúsan a mostrar a Mitch o Jess. Un eufórico Mitch amenaza con desconectarse a no ser que Blaire revele su nota, pese a que Laura advierte que sí Mitch se va, morirá. Desesperada y aun en contra de las suplicas de Adam, Blaire muestra su nota la cual dice: "si revelas esta nota, Adam morirá". En ese momento Adam se dispara con un arma revelando que tenía la misma nota pero para Blaire.
Laura continúa el juego, preguntando si Jess defecó en su tumba pero Blaire convence a Jess no seguir jugando lo que ocasiona que la energía en casa de está última se corte y su conexión se vea interrumpida. Blaire entonces busca ayuda a través de otros chats y convence a alguien de Nevada para mandar policías a la casa de Jess. De pronto el chat de Jess se vuelve a conectar revelando un meme donde la misma ha sido asesinada con una plancha de cabello incrustada en su garganta.
Laura corta la luz tanto en casa de Blaire como de Mitch, exigiendo que alguno confiese quién compartió el video. Blaire asegura que fue Mitch quien lo posteó; Mitch entonces se arma con un cuchillo y se apuñala en uno de sus ojos, muriendo. Laura le agradece a Blaire, pero continúa la cuenta regresiva. Blaire intenta recordarle a Laura sobre su amistad a lo que esta responde subiendo una versión extendida del vídeo original en la página de Blaire revelando que fue ella quien grabó el vídeo, allí se muestra como es que acompañada de Mitch se burla mientras la graba y comenta la frase "La tengo". La reputación de Blaire comienza a decaer con varios de sus amigos denigrándola por lo que le hizo a Laura, hasta que el espíritu de Laura entra a la habitación de Blaire, cierra la laptop y la ataca, dándose a entender que termina matándola.

## Elenco
| Personaje                | Actor original     | Actor de doblaje        |
| ------------------------ | ------------------ | ----------------------- |
| Blaire Lily              | Shelley Hennig     | Annie Rojas             |
| Mitch Roussel            | Moses Jacob Storm  | Alejandro Orozco        |
| Jess Felton              | Renee Olstead      | Betzabe Jara            |
| Adam Sewell              | William Peltz      | Alan Bravo              |
| Ken Smith                | Jacob Wysocki      | Alan Fernando Velázquez |
| Val Rommel               | Courtney Halverson | Jocelyn Robles          |
| Laura Barns              | Heather Sossaman   | Carla Castañeda         |
| Matt                     | Matthew Bohrer     | ¿?                      |
| Usuarios de Chatroulette | Christa Hartsock   | Mireya Mendoza          |
| Usuarios de Chatroulette | Mickey River       | ¿?                      |
| Usuarios de Chatroulette | Cal Barnes         | ¿?                      |

## Producción
Gabriadze se sintió atraído por el proyecto (entonces llamado Offline) ya que se centraba en el bullying. Señaló que la naturaleza del bullying había cambiado desde que estaba en la escuela, como Internet permitió a los abusadores continuar sus acciones incluso después de horas de clase.
El título de la película cambio durante el rodaje, ya que el elenco de la película sintió que offline era "demasiado general y poco evidente" y que el entonces título de Cybernatural es "más precisamente de lo que trata". para la distribución de la película fue re-titulada Unfriends. Fue filmada en sólo 16 días en abril de 2014.

## Recepción
La recepción de la crítica ha sido predominantemente positiva según los críticos especializados. Los elogios más habituales para la película se centran en las actuaciones y sus efectos visuales, y Twitch Film comentó que la película era una "perspectiva interesante sobre los métodos modernos de comunicación y de las ramificaciones de la nueva normalidad de estar siempre conectado y disponible para la interacción social". Variety comentó que si bien la película es "desesperante " en algunos momentos, también consideraron que era inteligente e innovadora. Desde Dread central también se elogió la película en general pero declararon que consideraban que un gran defecto de la película era "la manera en la que se nos traslada de susto a susto- a través de clics, copiar y pegar y redimensionado en múltiples pantallas, básicamente un compendio de la capacidad multitarea. Puede ser un concepto difícil de disfrutar y lo comparo con sentarse y mirar por encima del hombro de alguien para ver como navega por internet... indefinidamente".
Por otra parte la película no recibió una buena recepción por parte del público teniendo apenas un 39% de críticas positivas por parte del público según Rotten Tomatoes, una calificación de 5.8/10 en IMDb y un 4,8/10 en filmaffinity.

## Secuela
En abril de 2015, Universal Pictures dio luz verde a una secuela, titulada Unfriended 2.
La filmación de "Unfriended 2" empezó en septiembre de 2017. En octubre de 2017, se anunció que la película se rodó en secreto y que probablemente llevaría el título de Unfriended: Game Night, más tarde se anunció que oficialmente la película se titularía Unfriended: Dark Web.